# Louis Mannstaedt
Louis Mannstaedt (* 17. Juli 1839 in Bielefeld; † 5. Dezember 1913 in Troisdorf; vollständiger Name: Ludwig Emil Mannstaedt) war ein deutscher Ingenieur und Unternehmer.

## Leben
Mannstaedt studierte an der Gewerbeschule in Hagen, an der sein Vater als Lehrer arbeitete. Eine erste Anstellung fand er im Textilunternehmen Funcke & Elbers in Hagen.
Er bildete sich im Bereich der Hütten- und Walzwerks-Technik weiter und wurde 1862 Betriebsleiter im Greifswalder Walzwerk des großen Berliner Unternehmens Jacob Ravené Söhne, wechselte aber schon 1863 zur AG für Eisenindustrie und Maschinenbau in Varel im Großherzogtum Oldenburg. 1864–1866 leitete er das Walzwerk der Friedrich-Wilhelms-Hütte bei Troisdorf an der Sieg, das 1825 von Johann Wilhelm Windgassen (1779–1852) gegründet worden war und seit 1843 der Kölner Unternehmer-Familie Langen gehörte.
Anschließend gründete er mit mehreren Teilhabern ein erstes eigenes Unternehmen, das Puddlings- und Walzwerk Mannstaedt & Co. in Haardt bei Siegen. Nach kurzer Zeit überwarf er sich jedoch mit den Teilhabern und schied aus dem Unternehmen aus, das daraufhin unter Kaiser & Co. firmierte.
Nach weiteren beruflichen Stationen in Soest, Gunnebo (Schweden), Nachrodt und Werdohl wurde er 1878 als Leiter der Walzwerk-Abteilung der Maschinenbau-Anstalt „Humboldt“ nach (Köln-) Kalk berufen. Da dieses Walzwerk sich im Rahmen des Maschinenbau-Unternehmens nicht genügend weiterentwickeln konnte, kauften Mannstaedt und Eugen Langen es 1885 auf und führten es selbständig als Kommanditgesellschaft unter der Firma L. Mannstaedt & Co. KG fort.
Nach erfolgreicher Spezialisierung auf Profil- und Ziereisen wurde das Unternehmen 1897 zur Aufnahme zusätzlichen Kapitals in eine Aktiengesellschaft unter der Firma Façoneisen-Walzwerk L. Mannstaedt & Cie. AG umgewandelt. Ab 1907 zog sich Louis Mannstaedt schrittweise aus der Unternehmensleitung zurück, dafür rückten seine Söhne Carl Wilhelm Mannstaedt (* 1867) und Ludwig Mannstaedt (* 1880) nach. Er erlebte noch die Übernahme und den Ausbau der Friedrich-Wilhelms-Hütte, auf der er 45 Jahre zuvor tätig war, als neuen Hauptproduktionsstandort der Mannstaedtwerke und starb dort 1913.